# Oracle Portal
Oracle Portal is een declaratieve ontwikkelingsomgeving geschikt voor het maken van een geheel aan de wensen van de gebruiker aan te passen webinterface (frontend), het publiceren en beheren van informatie (ook wel content genoemd), die ook dient als een framework voor andere applicaties, zoals J2EE-applicaties.
Oracle heeft zelf aangegeven dat Oracle WebCenter het nieuwe strategische Portalproduct wordt dat uiteindelijk Oracle Portal gaat vervangen.